# Gandsch Par

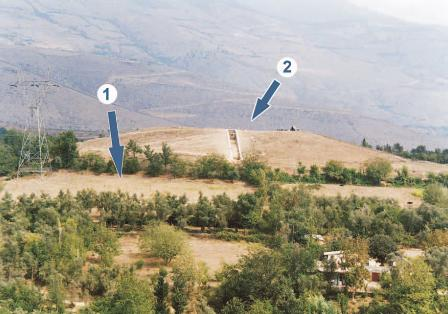

Gandsch Par ist ein altpaläolithischer Fundort in der Provinz Gilan im Iran.
Der Ort wurde von einem Team von Archäologen des Zentrums für Paläolithische Studien des Iranischen Nationalmuseums 2002 entdeckt. Er liegt an einem alten Flussufer des Sefid Rud.
Etwa 150 Artefakte aus Kalkstein, magmatischem Gestein und Sandstein wurden in Gandsch Par sichergestellt. Zu den gefundenen Artefakten zählen Faustkeile, Hackmesser, Hacken, Chopper und kleinere Werkzeuge aus Splittern. Einige Ähnlichkeiten zwischen diesen acheuléenischen Steinwerkzeugen konnten mit Funden im Kaukasus festgestellt werden. Die Funde in Gandsch Par weisen darauf hin, dass Iran Teil des Acheuléenterritoriums ist. Die altpaläolithische Höhlenfundstätte der Darband-Höhle liegt östlich von Gandsch Par.